# Peruanische Badmintonmeisterschaft 2010
Die Peruanische Badmintonmeisterschaft 2010 fand vom 17. bis zum 19. Dezember 2010 in Lima statt.

## Austragungsort
- Club de Regatas Lima

## Medaillengewinner
| Disziplin    | Gold                                | Silber                             | Bronze                               |
| ------------ | ----------------------------------- | ---------------------------------- | ------------------------------------ |
| Herreneinzel | Bruno Monteverde                    | Mario Cuba                         | Andrés Corpancho                     |
| Herreneinzel | Bruno Monteverde                    | Mario Cuba                         | Antonio de Vinatea                   |
| Dameneinzel  | Claudia Rivero                      | Cristina Aicardi                   | Alejandra Monteverde                 |
| Dameneinzel  | Claudia Rivero                      | Cristina Aicardi                   | Camila Duany                         |
| Herrendoppel | Antonio de Vinatea Martín del Valle | Pablo Aguilar Mario Cuba           | Andrés Corpancho Willy Murakami      |
| Herrendoppel | Antonio de Vinatea Martín del Valle | Pablo Aguilar Mario Cuba           | Ignacio de Vinatea Bruno Monteverde  |
| Damendoppel  | Cristina Aicardi Claudia Rivero     | Daniela Zapata Luz María Zornoza   | Chiara Carranza Dánica Nishimura     |
| Damendoppel  | Cristina Aicardi Claudia Rivero     | Daniela Zapata Luz María Zornoza   | Daniela Cuba Daniela Eslava          |
| Mixed        | Andrés Corpancho Sandra Jimeno      | Pablo Aguilar Alejandra Monteverde | Ignacio de Vinatea Luz María Zornoza |
| Mixed        | Andrés Corpancho Sandra Jimeno      | Pablo Aguilar Alejandra Monteverde | Bruno Monteverde Dánica Nishimura    |